# Kohima Village
Kohima Village es una ciudad censal situada en el distrito de Kohima en el estado de Nagaland (India). Su población es de 15734habitantes (2011). 

## Demografía
Según el censo de 2011 la población de Kohima Village era de 15734 habitantes, de los cuales 7818 eran hombres y 7916 eran mujeres. Kohima Village tiene una tasa media de alfabetización del 86,41%, superior a la media estatal del 79,55%: la alfabetización masculina es del 90,64%, y la alfabetización femenina del 82,27%.